# Google Sitemaps
Google Sitemaps je usluga koju nudi Google kako bi se poboljšao kvalitet indeksiranja web stranica.

## Opis
Sitemap se zasniva na XML datoteci u UTF-8 formatu koja se bez problema može ručno napraviti za manje stranice, a postoji veliki izbor već gotovih alata. 

Primer Sitemapa koji sadrži samo jedan URL i koristi sve dodatne opcije.
```
<urlset
	xmlns:xsi="http://www.w3.org/2001/XMLSchema-instance"
	xsi:schemaLocation="http://www.google.com/schemas/sitemap/0.84
			    http://www.google.com/schemas/sitemap/0.84/sitemap.xsd">
	<url>
		<loc>http://www.yoursite.com/</loc>
		<lastmod>2005-01-01</lastmod>
		<changefreq>monthly</changefreq>
		<priority>0.8</priority>
	</url>
</urlset>

```

loc - tačan URL do vaše stranice, isto važi i za pojedine html, php, asp datoteke
lastmod - datum zadnje promene URL-a
changefreq - koliko se često menja sadržaj (Google ne obraća previše pažnje na ovaj podatak)
priority - prioritet koje stranice treba pre indeksirati, ali to se odnosi samo na stranice unutar vašeg vebsajta tj. koju stranicu treba indeksirati prvu, a koju zadnju, ne utiče na indeksiranje celog sajta.

## Spoljašnje veze
- Službena stranica
- Službeni FAQ (engleski)
- Službeni Blog (engleski)
- Google Sitemaps newgrupa (engleski)
- Razne verzije Google Sitemaps generatora (engleski)